# Fernando Fernández de Córdova
Fernando Fernández de Córdova y Valcárcel (Buenos Aires, 2 de septiembre de 1809 – Madrid, 30 de octubre de 1883), II marqués de Mendigorría, fue un militar español, hijo del capitán de fragata de la Real Armada José María Fernández de Córdova y Rojas y de María de la Paz Rodríguez de Valcárcel y O'Conrry, I marquesa de Mendigorría. Junto con su hermano Luis combatió en la Primera Guerra Carlista. Perteneció al Partido Moderado y más tarde al Partido Demócrata-Radical. Fue Presidente del Gobierno durante un solo día. Senador vitalicio de 1847 a 1868 y por la provincia de Soria de 1871 a 1873, reinando Amadeo de Saboya.

## Carácter

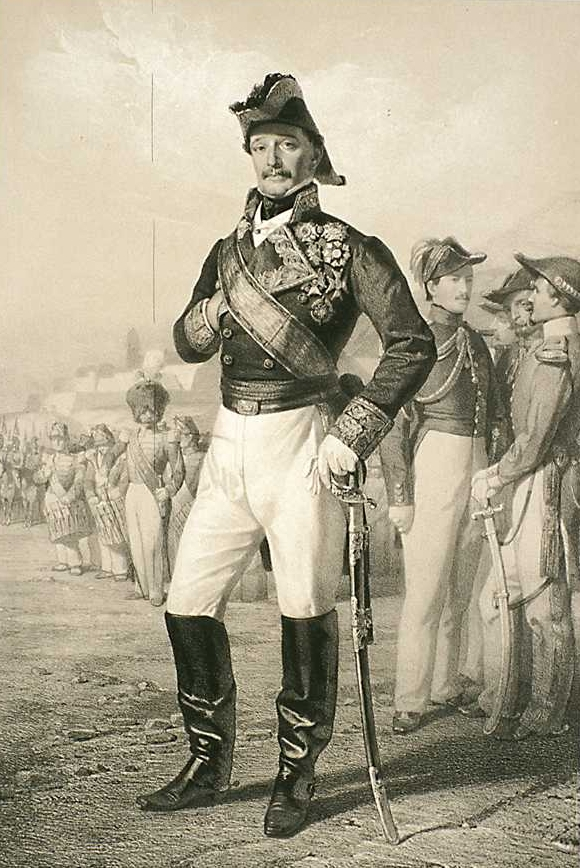
Fernando Fernández de Córdova, II marqués de Mendigorría. Litografía de José Vallejo y Galeazo, 1852.

Con veintiún años obtuvo el grado de teniente coronel y el mando de un batallón al incorporarse en abril de 1834 a la tropa isabelina de Gerónimo Valdés. Carecía de toda experiencia militar, ignorando el esfuerzo físico que debía realizar el soldado de a pie, mientras que él sólo se movía montado a caballo. Bien pronto, al igual que su hermano Luis, fue detestado por la tropa que tenía a su mando por el mal trato que dispensaba a sus soldados. Él mismo cuenta en sus memorias que nada más recibir el mando en Vitoria, al ver que uno de sus soldados no saludaba como debía a un teniente, «...mandé en el acto al batallón poner armas al hombro y haciendo salir al granadero veinte pasos al frente, hícele despojar de sus armas y equipo y aplicar sesenta palos por cuatro cabos de la compañía al toque de fagina. Ejecutado con rigor el castigo y casi exánime el granadero, lo mandé conducir al hospital».

## Carrera política y militar
Ascendió a teniente general en 1847, designado capitán general de Cataluña el 4 de septiembre de 1848 y fue destinado a Italia para restaurar el poder temporal del papa Pío IX y derrocar a la República Romana, instalada fruto de una revolución contra el Papa. Ocupó el Ministerio de la Guerra y del 17 al 19 de julio de 1854 fue presidente del Consejo de Ministros en plena crisis revolucionaria. A pesar de haber sido partidario de Isabel II, se unió al movimiento revolucionario de 1868 que puso fin al reinado de esta. Nuevamente fue ministro de la Guerra con Amadeo de Saboya y con la Primera República Española, pero en 1873 se retiró por completo de la vida política.

## Títulos y órdenes

### Títulos
- II Marqués de Mendigorría.[2][3]

### Órdenes

#### Reino de España
- Caballero gran cruz de la Orden de Carlos III.[3]
- Caballero gran cruz de la Orden Española y Americana de Isabel la Católica.[3]
- Caballero gran cruz de la Real y Militar Orden de San Hermenegildo.[3]

- 1850: Caballero gran gruz de la Real y Militar Orden de San Fernando.[2][3]

#### Extranjeras
- Caballero de la Orden de San Jenaro.[4][2][3] (Reino de las Dos Sicilias)
- Caballero gran cruz en brillantes de la Orden de Pio IX.[2][3] (Estados Pontificios)